# Andrena bicarinata
Andrena bicarinata är en biart som beskrevs av Morawitz 1876. Andrena bicarinata ingår i släktet sandbin, och familjen grävbin. Inga underarter finns listade i Catalogue of Life.